# 4 janvier 1933
Le mercredi 4 janvier 1933 est le 4e jour de l'année 1933.

## Naissances
- Élie II de Tbilissi, patriarche de Géorgie
- Guy Poussy, homme politique français
- Henri-François Van Aal (mort le 19 août 2001), homme politique belge
- Hervé Leprince-Ringuet (mort le 3 septembre 2016), aviateur français
- Martin Zach (mort le 27 septembre 2008), joueur de hockey sur glace allemand
- Norman H. Bangerter (mort le 14 avril 2015), homme politique américain
- Phyllis Reynolds Naylor, auteur d'ouvrages pour la jeunesse

## Décès
- Charles Lorrain (né le 2 septembre 1873), acteur français
- Laura McLaren (née le 14 mai 1854), suffragette et horticultrice britannique